# Кікучі

Кіку́чі (яп. 菊池市, きくちし, МФА: [kʲiku̥t͡ɕi ɕi̥]?) — місто в Японії, в префектурі Кумамото.     Отримало статус міста 1958 року. Площа становить 276,66 км². Станом на 1 серпня 2011 року населення складало 49 782  осіб, густота населення — 180 осіб/км².     

## Історія
Кікучі отримало статус міста 1 серпня 1958 року.